# Kolumbianischer Peso

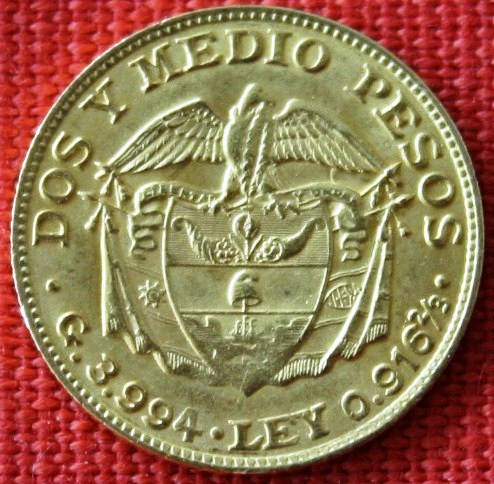
2,5 Pesos Goldmünze von 1919, geprägt in Feingewicht wie das britische Pfund

Der Kolumbianische Peso (Spanisch: Peso Colombiano, ISO-Code: COP) ist seit 1837 die Währung Kolumbiens und ersetzte den alten Real. Er wird von der Banco de la República emittiert und inoffiziell mit COL$ abgekürzt. Das offizielle Peso-Symbol ist jedoch $.

## Historie

### 18. Jahrhundert
In der Zeit vor der Unabhängigkeit und auch während der Unabhängigkeitskriege waren eine Vielzahl von Münzen aus Gold und Silber im Umlauf. Goldmünzen waren dominant, da Gold als Rohstoff in der Region leicht zugänglich war. Nach der Unabhängigkeit 1810/1819 wurden die unterschiedlichen Zahlungsmittel als Nachteil erkannt, doch erst 1838 beschloss der Kongress alle Münzen, die sogar noch aus der Kolonialzeit im Umlauf waren, einzusammeln. Zur gleichen Zeit entschied sich die Tesorería (Münzprägeanstalt) die höherwertigen Münzen durch Banknoten zu ersetzen, was zur ersten großen Währungsemission Kolumbiens führte. Es gab allerdings keine einheitliche Ausgabepolitik, sodass bald wieder unterschiedliche Münzen- und Geldscheintypen im Umlauf waren. Die Vielfalt wurde, auch aufgrund der unzureichenden Menge, durch im Inland zugelassenes fremdländisches Geld vergrößert. Zur gleichen Zeit setzte sich das Dezimalsystem mit der Rechnung von Stück und Hundertstel durch, das nach 1874 endgültig eingeführt wurde.

### 19. Jahrhundert
Inflationäre Tendenzen zeigten sich ab 1886 durch eine verstärkt arbeitende Notenpresse, 1907 war der Wert des Peso soweit gesunken, dass er dem Centavo früherer Jahre entsprach. Ab 1918 wurde die Währung wieder stabilisiert, seither ist eine eher werthaltige Entwicklung zu beobachten.

### 20. Jahrhundert
Die erneute Inflation in den letzten Jahrzehnten des 20. Jahrhunderts führte zu einer Erhöhung der Stellen vor dem Komma. Der Centavo ist den jüngeren Generationen schon weitgehend unbekannt. Ab dem 10. November 2003 wurde der kolumbianische Peso (COP) durch die Unidad de Valor real (COU) ergänzt. Die Inflationsrate betrug 2012 noch etwa drei Prozent.

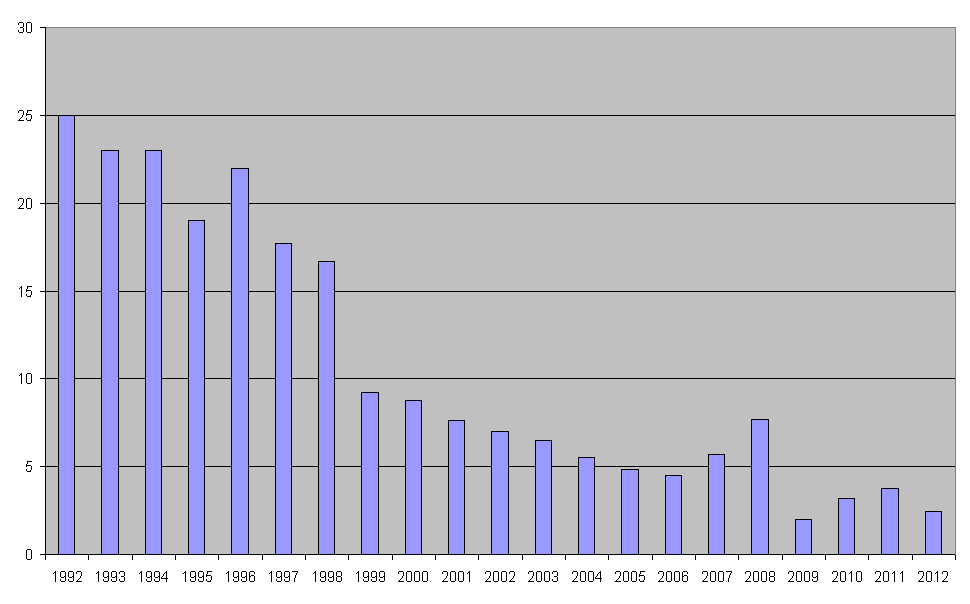
Inflation in Kolumbien von 1992 bis 2012

### Gegenwart
Ab dem Jahr 2003 hat sich der kolumbianische Peso wieder erholt, trotz Devisenaufkäufen durch den Staat. Diese Phase dauerte mit einigen Schwankungen bis 2012. Seither ist die Währung wieder im Verfall gegenüber dem US-Dollar sowie dem Euro. Der Hauptgrund war der Verfall des Ölpreises ab ca. 2014. Historisch gesehen erreichte der kolumbianische Peso im Februar 2016 ein Allzeithoch gegen den Dollar von COP 3453,90 und im August 1992 ein Rekordtief von COP 689,21. Um die Jahreswende 2017/18 musste man 2800 Pesos pro US-Dollar bezahlen. Der wesentlich stärkere Euro lag um die 3500 Pesos.

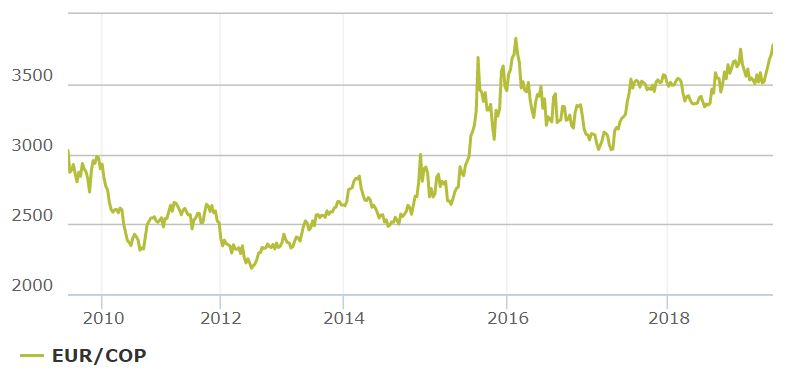
Umrechnungskurs zum Euro von 2010 bis 2019 (Screenshot von der Website der Börse Frankfurt)

| Währungseinheiten: | Währungseinheiten:                              |
| ------------------ | ----------------------------------------------- |
| bis 1847:          | 1 Peso = 8 Reales, 2 Pesos = 1 Escudo           |
| 1847–1853:         | 1 Peso = 10 Reales, 1 Real = 10 Decimos de Real |
| 1853–1872:         | 1 Peso = 10 Decimos oder 10 Reales              |
| ab 1872:           | 1 Peso = 100 Centavos                           |

## Münzen
Die aktuelle Serie an Umlaufmünzen wurde 2012 ausgegeben. Die Münzen dieser neuen Serie zirkulieren gemeinsam mit den schon zuvor gültigen Münzen.
| Alte Serie        | Alte Serie | Alte Serie | Alte Serie    | Alte Serie | Alte Serie                                                                                       | Alte Serie |
| Ausgabe- datum    | Nennwert   | Gewicht    | Durch- messer | Stärke     | Bemerkung                                                                                        | Bild       |
| ----------------- | ---------- | ---------- | ------------- | ---------- | ------------------------------------------------------------------------------------------------ | ---------- |
| 1989              | 50 Pesos   | 4 g        | 21 mm         | 1,3 mm     |                                                                                                  |            |
| 8. August 1992    | 100 Pesos  | 5,31 g     | 23 mm         | 1,55 mm    |                                                                                                  |            |
| 1. Juni 1994      | 200 Pesos  | 7,08 g     | 24,4 mm       | 1,70 mm    | Das Design beruht auf einem Entwurf Dicken Castros.                                              |            |
| 26. Dezember 1993 | 500 Pesos  | 7,43 g     | 23,5 mm       | 2,0 mm     |                                                                                                  |            |
| 12. November 1996 | 1000 Pesos | 7,30 g     | 21,67 mm      | 2,76 mm    | Die Produktion dieser Münze wurde aufgrund des hohen Aufkommens von Falsifikationen eingestellt. |            |

| aktuelle Serie (seit 2012) | aktuelle Serie (seit 2012) | aktuelle Serie (seit 2012) | aktuelle Serie (seit 2012) | aktuelle Serie (seit 2012) | aktuelle Serie (seit 2012) | aktuelle Serie (seit 2012)                                                            | aktuelle Serie (seit 2012) | aktuelle Serie (seit 2012)                                                       |
| Bild                       | Bild                       | Wert                       | Technische Parameter       | Technische Parameter       | Technische Parameter       | Technische Parameter                                                                  | Beschreibung               | Beschreibung                                                                     |
| Vorderseite                | Rückseite                  | Wert                       | Durchmesser                | Stärke                     | Gewicht                    | Materialien                                                                           | Motiv vorne                | Motiv hinten                                                                     |
| -------------------------- | -------------------------- | -------------------------- | -------------------------- | -------------------------- | -------------------------- | ------------------------------------------------------------------------------------- | -------------------------- | -------------------------------------------------------------------------------- |
|                            |                            | 50 Pesos                   | 17 mm                      | 1,3 mm                     | 2,0 g                      | Kupfer, Nickel, Zink                                                                  | Brillenbär                 | Wert, eingegrenzt durch die Worte „Republik Kolumbien“ und das Jahr der Prägung. |
|                            |                            | 100 Pesos                  | 20,3 mm                    | 1,55 mm                    | 3,34 g                     | Aluminiumbronze 92 % Kupfer 6 % Aluminium 2 % Nickel                                  | Espeletia                  | Wert, eingegrenzt durch die Worte „Republik Kolumbien“ und das Jahr der Prägung. |
|                            |                            | 200 Pesos                  | 22,4 mm                    | 1,7 mm                     | 4,61 g                     | 65 % Kupfer 20 % Zink 15 % Nickel                                                     | Scharlachara               | Wert, eingegrenzt durch die Worte „Republik Kolumbien“ und das Jahr der Prägung. |
|                            |                            | 500 Pesos                  | 23,7 mm                    | 2 mm                       | 7,14 g                     | Rand: 65 % Kupfer 20 % Zink 15 % Nickel Zentrum: 92 % Kupfer 6 % Aluminium 2 % Nickel | Glasfrosch                 | Wert, eingegrenzt durch die Worte „Republik Kolumbien“ und das Jahr der Prägung. |
|                            |                            | 1000 Pesos                 | 26,7 mm                    |                            | 9,95 g                     | Rand: 92 % Kupfer 6 % Aluminium 2 % Nickel Zentrum: 65 % Kupfer 20 % Zink 15 % Nickel | Unechte Karettschildkröte  | Wert, eingegrenzt durch die Worte „Republik Kolumbien“ und das Jahr der Prägung. |

## Banknoten
Seit 1992 werden die Banknoten von kolumbianischen Künstlern entworfen, die sich dabei an verbesserten Sicherheitsmerkmalen der Scheine und jeweils einem ausgesuchten Thema orientieren. Die ganze Entwicklung vom Anfang bis zur Emission dauert im Durchschnitt ein Jahr. Neu ab 2016 ist die Ausgabe eines 100.000-Peso-Scheines, den Tausender gibt es nicht mehr. Er wurde durch eine Münze ersetzt.
| Aktuelle Banknoten (seit 2016) | Aktuelle Banknoten (seit 2016) | Aktuelle Banknoten (seit 2016) | Aktuelle Banknoten (seit 2016) | Aktuelle Banknoten (seit 2016) | Aktuelle Banknoten (seit 2016)                         |
| Bild                           | Bild                           | Wert                           | Größe                          | Beschreibung                   | Beschreibung                                           |
| Vorderseite                    | Rückseite                      | Wert                           | Größe                          | Vorderseite                    | Rückseite                                              |
| ------------------------------ | ------------------------------ | ------------------------------ | ------------------------------ | ------------------------------ | ------------------------------------------------------ |
|                                |                                | 2000 Pesos                     | 128 × 66 mm                    | Débora Arango                  | Caño Cristales                                         |
|                                |                                | 5000 Pesos                     | 133 × 66 mm                    | José Asunción Silva            | Kolumbianische Páramos, und die Pflanze Espeletia      |
|                                |                                | 10.000 Pesos                   | 138 × 66 mm                    | Virginia Gutiérrez             | Kolumbianischer Amazonas                               |
|                                |                                | 20.000 Pesos                   | 143 × 66 mm                    | Alfonso López Michelsen        | Region Mojana und ein Mann mit einem Sombrero vueltiao |
|                                |                                | 50.000 Pesos                   | 148 × 66 mm                    | Gabriel García Márquez         | Ciudad Perdida in der Sierra Nevada de Santa Marta     |
|                                |                                | 100 000 pesos                  | 153 × 66 mm                    | Carlos Lleras Restrepo         | Wachspalmen im Cocora-Tal, Quindío                     |

| Noch zirkulierende Banknoten | Noch zirkulierende Banknoten | Noch zirkulierende Banknoten | Noch zirkulierende Banknoten | Noch zirkulierende Banknoten | Noch zirkulierende Banknoten                                      |
| Bild                         | Bild                         | Wert                         | Größe                        | Beschreibung                 | Beschreibung                                                      |
| Vorderseite                  | Rückseite                    | Wert                         | Größe                        | Vorderseite                  | Rückseite                                                         |
| ---------------------------- | ---------------------------- | ---------------------------- | ---------------------------- | ---------------------------- | ----------------------------------------------------------------- |
|                              |                              | 1000 Pesos                   | 130 × 65 mm                  | Jorge Eliécer Gaitán         | Jorge Eliécer Gaitán (Bruststück) und eine Menschenmenge          |
|                              |                              | 2000 Pesos                   | 130 × 65 mm                  | Francisco de Paula Santander | Die Tür der Casa de la Moneda                                     |
|                              |                              | 5000 Pesos                   | 140 × 70 mm                  | José Asunción Silva          | Außengelände und das ganze Gedicht Nocturno in Mikroschrift       |
|                              |                              | 10.000 Pesos                 | 140 × 70 mm                  | Policarpa Salavarrieta       | Hauptplatz von Guaduas, dem Geburtsort von Policarpa Salavarrieta |
|                              |                              | 20.000 Pesos                 | 140 × 70 mm                  | Julio Garavito Armero        |                                                                   |
|                              |                              | 50.000 Pesos                 | 140 × 70 mm                  | Jorge Isaacs                 | Ein Ausschnitt des Romans La María                                |